# UCI Women’s WorldTour 2019
Die UCI Women’s WorldTour 2019 (WWT) war die vierte Austragung der vom Weltradsportverband UCI veranstalteten Women’s WorldTour.
Due Einzelwertung gewann Marianne Vos (CCC-Liv) mit 1592 Punkten vor der Weltmeisterin im Straßenrennen Annemiek van Vleuten (Mitchelton Scott) mit 1467,67 Punkten und der Weltranglistenersten Lorena Wiebes (Parkhotel Valkenburg) mit 1302,33 Punkten, die auch als beste U23-Fahrerin ausgezeichnet wurde.
Die Gesamtwertung der UCI Women’s Teams gewann das Boels Dolmans Cyclingteam um die Einzelfünfte Anna van der Breggen mit 4035 Punkten vor dem Team Sunweb mit 2999 Punkten und Trek-Segafredo mit 2547,98 Punkten.
Punkte für die Einzel- und Mannschaftswertung konnten in allen Wettbewerben der Serie entsprechend der Punkteskala der
UCI-Weltrangliste erzielt werden. Die besten Nachwuchsfahrerinnen erhielten für die U23-Wertung 6, 4 und 2 Punkte.

## Rennen
| Datum             | Rennen                                  | Siegerin/nen         | Führende Fahrerin    | Führende U23-Fahrerin | Führendes Team            |
| ----------------- | --------------------------------------- | -------------------- | -------------------- | --------------------- | ------------------------- |
| 9. März           | Strade Bianche                          | Annemiek van Vleuten | Annemiek van Vleuten | Évita Muzic           | Boels Dolmans Cyclingteam |
| 17. März          | Ronde van Drenthe                       | Marta Bastianelli    | Marta Bastianelli    | Sofia Bertizzolo      | Boels Dolmans Cyclingteam |
| 24. März          | Trofeo Alfredo Binda                    | Marianne Vos         | Marta Bastianelli    | Sofia Bertizzolo      | Boels Dolmans Cyclingteam |
| 28. März          | Drei Tage von De Panne                  | Kirsten Wild         | Marta Bastianelli    | Sofia Bertizzolo      | Boels Dolmans Cyclingteam |
| 31. März          | Gent–Wevelgem                           | Kirsten Wild         | Marta Bastianelli    | Lorena Wiebes         | Boels Dolmans Cyclingteam |
| 7. April          | Flandern-Rundfahrt                      | Marta Bastianelli    | Marta Bastianelli    | Sofia Bertizzolo      | Boels Dolmans Cyclingteam |
| 21. April         | Amstel Gold Race                        | Katarzyna Niewiadoma | Marta Bastianelli    | Sofia Bertizzolo      | Boels Dolmans Cyclingteam |
| 24. April         | La Flèche Wallonne Féminine             | Anna van der Breggen | Marta Bastianelli    | Marta Cavalli         | Boels Dolmans Cyclingteam |
| 28. April         | Lüttich–Bastogne–Lüttich                | Annemiek van Vleuten | Annemiek van Vleuten | Sofia Bertizzolo      | Boels Dolmans Cyclingteam |
| 9.–11. Mai        | Tour of Chongming Island                | Lorena Wiebes        | Annemiek van Vleuten | Lorena Wiebes         | Boels Dolmans Cyclingteam |
| 16.–18. Mai       | Tour of California                      | Anna van der Breggen | Annemiek van Vleuten | Marta Cavalli         | Boels Dolmans Cyclingteam |
| 22.–25. Mai       | Emakumeen Bira                          | Elisa Longo Borghini | Annemiek van Vleuten | Marta Cavalli         | Boels Dolmans Cyclingteam |
| 10.–15. Juni      | The Women’s Tour                        | Lizzie Deignan       | Annemiek van Vleuten | Marta Cavalli         | Boels Dolmans Cyclingteam |
| 5.–14. Juli       | Giro d’Italia Femminile                 | Annemiek van Vleuten | Annemiek van Vleuten | Marta Cavalli         | Boels Dolmans Cyclingteam |
| 19. Juli          | La Course by Le Tour de France          | Marianne Vos         | Annemiek van Vleuten | Marta Cavalli         | Boels Dolmans Cyclingteam |
| 3. August         | RideLondon-Classique                    | Lorena Wiebes        | Annemiek van Vleuten | Marta Cavalli         | Boels Dolmans Cyclingteam |
| 17. August        | Open de Suède Vårgårda – Teamzeitfahren | Trek-Segafredo       | Annemiek van Vleuten | Marta Cavalli         | Boels Dolmans Cyclingteam |
| 18. August        | Open de Suède Vårgårda – Eintagesrennen | Marta Bastianelli    | Annemiek van Vleuten | Marta Cavalli         | Boels Dolmans Cyclingteam |
| 22.–25. August    | Ladies Tour of Norway                   | Marianne Vos         | Marianne Vos         | Lorena Wiebes         | Boels Dolmans Cyclingteam |
| 31. August        | Grand Prix de Plouay-Bretagne           | Anna van der Breggen | Marianne Vos         | Marta Cavalli         | Boels Dolmans Cyclingteam |
| 3.–8. September   | Boels Ladies Tour                       | Christine Majerus    | Annemiek van Vleuten | Lorena Wiebes         | Boels Dolmans Cyclingteam |
| 14.–15. September | Madrid Challenge by La Vuelta           | Lisa Brennauer       | Annemiek van Vleuten | Lorena Wiebes         | Boels Dolmans Cyclingteam |
| 22. Oktober       | Tour of Guangxi                         | Chloe Hosking        | Marianne Vos         | Lorena Wiebes         | Boels Dolmans Cyclingteam |